# الطفلة (عفرين)
الطفلة  قرية سوريّة تتبع إداريّاً لمحافظة حلب منطقة عفرين ناحية مركز بلبل، بلغ تعداد سكانها 347 نسمة حسب التعداد السكاني لعام 2004.